# Martin Branner
Martin Branner (28 de diciembre de 1888, Nueva York-19 de mayo de 1970, New London, Connecticut) fue un historietista estadounidense.

## Biografía

### Juventud
Martin Branner vivió una juventud aventurera y romántica, tras haberse fugado de su casa el 21 de agosto de 1907, a la edad de dieciocho años, junto a Edith Fabrini, para así poder casarse con ella. 
Ambos jóvenes realizaron juntos un número de danza, The Martin and Fabrini Continental Dance Act, que obtuvo un gran éxito en el Palace Theater de Nueva York, donde llegaron a ganar aproximadamente 400 dólares por semana (1914) y eran esperados en Europa para una serie de representaciones. Pero poco tiempo antes de su partida se desató la Primera Guerra Mundial, por lo que esa gira fue suspendida. 
Cuando Estados Unidos entró en guerra en 1917, Martin Branner se alistó en el ejército estadounidense, siendo destinado al sector de armas químicas. En 1919, dejó el ejército para volver al music-hall, pero mantuvo esta actividad por poco tiempo, ya que en 1920 se lanzó por entero a la historieta.

### El historietista
Tras varios intentos fallidos, Martin Branner logró en 1919 que le publicaran dos historietas: Looie the Lawyer (la historia de un abogado calvo) en el New York World y Pete and Pinto en el New York Sun y New York Herald.
Con estas publicaciones llamó la atención de Arthur Crawford, responsable del Chicago Tribune-New York News, y en la primavera de 1920, fue contratado por la firma Chicago Tribune.
Su serie Winnie Winkle the breadwinner publicada en los diario neoyorquinos le aportó notoriedad. Dicha serie contaba las aventuras de una familia americana en la que Perry (hermano de Winnie) era un bribón que no paraba de hacer tonterías. Esa serie comenzó en tiras diarias el 20 de septiembre de 1920, y en plancha dominicales a partir de 1923. En su momento Martin Branner renunció a hacer Pete and Pinto para consagrarse enteramente a estos relatos.
En marzo de 1934, Martin Branner conoció en Estados Unidos a un joven llamado Robert Velter (Rob-Vel), a quien tomó como su asistente durante dos años. Rob-Vel volvió luego a Francia, y allí fue el creador del exitoso personaje Spirou en 1938.
En 1962 Martin Branner  sufrió un ataque cardíaco, confiando entonces las andanzas del héroe a su asistente Max Van Ribber.
Branner murió en New London, el 19 de mayo de 1970.

## Obra publicada
En Francia
- Bicot Président de club - Hachette (1926)
- Bicot et Suzy - Hachette (1927)
- Bicot et les Ran Tan Plan - Hachette (1928)
- Les farces de Bicot - Hachette (1929) ISBN 2-85199-013-6
- Bicot fait du sport -  Hachette 1930
- Les exploits de Bicot - Hachette (1931)
- Bicot pêche à la ligne - Hachette (1932)
- Bicot magicien - Hachette 1933
- Bicot capitaine de pompiers - Hachette (1934)
- Bicot marin d'eau douce - Hachette (1935)
- Bicot et son 1/2 chien - Hachette (1936)
- Bicot chef d'orchestre - Hachette (1937)
- Bicot général - Hachette (1938)
- Bicot achète une auto - Hachette (1939)
- Recueil Bicot, président de club - Bicot et Suzy - Bicot et les Ran-tan-plan - Les farces de Bicot - Henri Veyrier (1972)
- Bicot Pêche à la ligne Henri Veyrier (1974) ISBN 84-3992-649-9
- Les farces de Bicot - Henri Veyrier (1974) ISBN 2-85199-013-6
- Bicot et Suzy - Henri Veyrier (1974) ISBN 2-85199-010-1
- Bicot et les Ran-Tan-Plan - Henri Veyrier (1974) ISBN 2-85199-012-8
- Bicot aux jeux olympiques - Henri Veyrier (1980) ISBN 2-85199-210-4
- Bicot et Suzy - Artefact (1986)

- Bicot Tome 1 : Bicot capitaine des pompiers - Glénat
- Bicot Tome 2 : Bicot marin d'eau douce - Glénat (1997) ISBN 2-7234-2428-6
- Bicot Tome 3 : Bicot et son demi-chien - Glénat